# Club Necaxa 2011-2012
Questa voce raccoglie le informazioni riguardanti il Club Necaxa nelle competizioni ufficiali della stagione 2011-2012. 

## Rosa
| N. |                      | Ruolo | Calciatore             |
| -- | -------------------- | ----- | ---------------------- |
| 1  | Messico (bandiera)   | P     | Iván Vázquez           |
| 2  | Messico (bandiera)   | D     | Luis Omar Hernández    |
| 5  | Messico (bandiera)   | C     | Luis Ernesto Pérez     |
| 6  | Messico (bandiera)   | D     | Daniel Cervantes       |
| 7  | Messico (bandiera)   | A     | Alejandro Castillo     |
| 8  | Brasile (bandiera)   | C     | Everaldo Barbosa       |
| 9  | Messico (bandiera)   | A     | Victor Lojero          |
| 10 | Argentina (bandiera) | A     | Juan Manuel Cavallo    |
| 11 | Messico (bandiera)   | C     | Carlos Alberto Hurtado |
| 12 | Messico (bandiera)   | P     | Carlos Alberto Trejo   |
| 13 | Messico (bandiera)   | A     | Juan Carlos Mosqueda   |
| 14 | Messico (bandiera)   | D     | Luis Alberto Padilla   |

| N. |                    | Ruolo | Calciatore             |
| -- | ------------------ | ----- | ---------------------- |
| 15 | Messico (bandiera) | D     | Marvin de la Cruz      |
| 16 | Messico (bandiera) | C     | José Joaquín Martínez  |
| 20 | Messico (bandiera) | C     | Jesús Antonio Isijara  |
| 22 | Messico (bandiera) | C     | Luis Francisco García  |
| 23 | Messico (bandiera) | D     | Pierre Ibarra          |
| 24 | Messico (bandiera) | D     | René Ruvalcaba         |
| 25 | Messico (bandiera) | P     | Roberto Salcedo        |
| 27 | Messico (bandiera) | A     | Ezequiel Orozco        |
| 29 | Messico (bandiera) | C     | Jaime Correa           |
| 30 | Messico (bandiera) | D     | Alejandro Mercado      |
| 31 | Messico (bandiera) | C     | Alfredo Vázquez        |
| 33 | Messico (bandiera) | D     | César Armando Saldivar |
|    | Messico (bandiera) | C     | Luis Alonso Sandoval   |